# Czółnów
Czółnów (niem. Zollen) – wieś w Polsce położona w województwie zachodniopomorskim, w powiecie myśliborskim, w gminie Myślibórz.
W latach 1975–1998 miejscowość administracyjnie należała do województwa gorzowskiego.
Według danych z 2011 roku wieś zamieszkiwało 130 osób.

## Zabytki
- park dworski, pozostałość po dworze[6].